# Papa

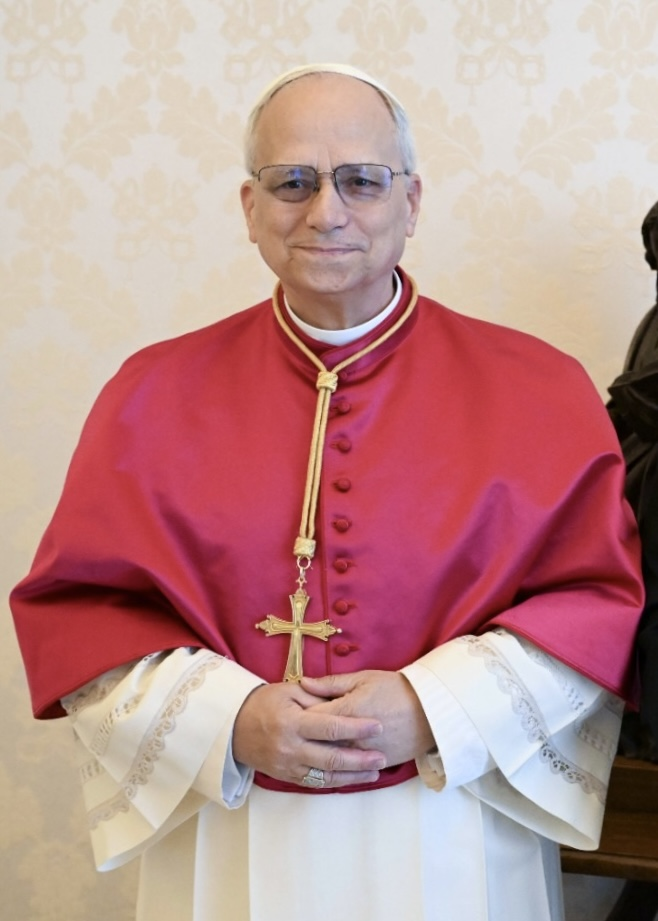
Leone XIV, papa della Chiesa cattolica dall'8 maggio 2025

Il papa (formalmente il sommo pontefice o romano pontefice) è il vescovo di Roma, massima autorità religiosa riconosciuta nella Chiesa cattolica. I suoi trattamenti possono essere Santo Padre, Sua Santità, Vostra Santità o semplicemente Santità.
Secondo il diritto canonico è il vescovo della diocesi di Roma, capo del Collegio dei vescovi, primate d'Italia, vicario di Cristo e pastore in terra della Chiesa universale, possedendo anche i titoli di sommo pontefice della Chiesa cattolica, patriarca della Chiesa latina, nonché, a seguito dei Patti Lateranensi, sovrano assoluto dello Stato della Città del Vaticano.
Egli viene eletto dal Collegio dei cardinali durante il conclave. Può essere eletto papa anche un laico, per consuetudine però il papa è scelto tra i cardinali. Il titolo di papa può essere ed è spesso abbreviato con la formula PP (Pontifex Pontificum). nei documenti scritti in lingua latina. L'ufficio del papa prende il nome di papato, mentre la sua giurisdizione ha il nome di Santa Sede (o Sede Apostolica) ed è ente di diritto internazionale.
La particolare preminenza del papa sulla Chiesa cattolica deriva dall'essere considerato successore dell'apostolo Pietro, al quale, secondo l'interpretazione cattolica del Vangelo, Cristo ha conferito l'incarico di pastore della Chiesa universale. Pietro, secondo la tradizione, avrebbe retto negli ultimi anni di vita la comunità cristiana di Roma, divenendone il primo vescovo e subendovi il martirio nell'anno 67.
Attualmente il 267º papa della Chiesa cattolica e vescovo di Roma è Leone XIV (nato Robert Francis Prevost), eletto papa l'8 maggio 2025.

## Storia del titolo

Emblema del Papato

Il termine papa deriva dal greco πάππας (pàppas), espressione familiare per "padre". Il titolo era già diffuso nell'antichità: in Oriente era usato indifferentemente per rivolgersi a qualsiasi membro del clero, mentre in Occidente fu usato inizialmente per rivolgersi ai soli vescovi, e in seguito esclusivamente al vescovo di Roma.
Il primo capo di una Chiesa a ricevere il titolo di papa fu in realtà non un vescovo di Roma, ma Eraclio di Alessandria (232-248). Scrive Eusebio di Cesarea:
(Eusebio di Cesarea, Historia Ecclesiastica, VII, 7, 4)
La prima attestazione del titolo di "papa" riferito al vescovo di Roma è invece databile alla fine del III secolo, periodo a cui è fatta risalire un'epigrafe nelle catacombe di San Callisto in Roma, nella quale un certo diacono Severo, avendo scavato un cubicolo doppio per sé e la sua famiglia poiché gli era morta la figlia di dieci anni, dice di essere stato autorizzato da «p(a)p(ae) sui Marcellini», ossia il suo papa Marcellino (296-304):
(AE 2007, 159)
Damaso I invece fu il primo vescovo di Roma a essere ufficialmente definito come "papa" dai suoi contemporanei.
In realtà anche dopo l'affermazione in Occidente del titolo di papa in riferimento al vescovo di Roma, in Oriente e nei territori bizantini dell'Italia meridionale esso verrà ancora usato, col significato di "padre", per rivolgersi anche ai semplici sacerdoti. In questa accezione il titolo è usato anche dal patriarca di Alessandria dei Copti e dal patriarca greco-ortodosso di Alessandria.

## Storia

### Attestazioni nella Chiesa delle origini

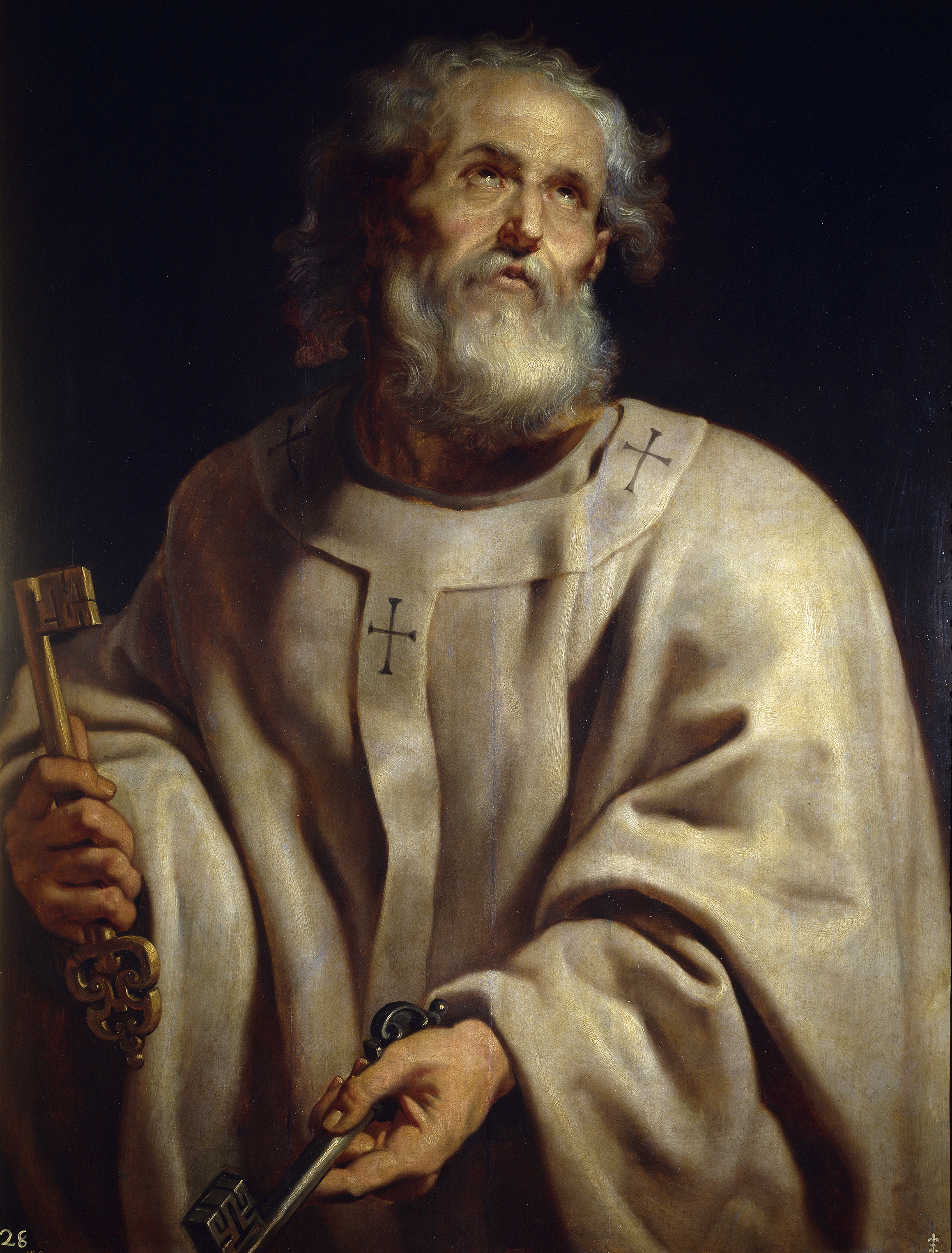
San Pietro, primo papa della Chiesa cattolica

Vi sono diverse ipotesi sull'esistenza di una forma di primato petrino nella Chiesa antica, sebbene alcuni storici sostengano che prima della metà del II secolo, e forse anche più tardi, non venisse riconosciuto alcun primato al vescovo di Roma.
Ireneo di Lione nell'Adversus haereses stila una lista di quelli che furono a capo di quella Chiesa «somma e antichissima e a tutti nota, fondata e costituita in Roma dai gloriosissimi Apostoli Pietro e Paolo. A questa Chiesa, per la sua peculiare principalità, è necessario che convenga ogni Chiesa, cioè i fedeli dovunque sparsi, poiché in essa la tradizione degli Apostoli è stata sempre conservata».
Ambrogio da Milano coniò invece la famosa espressione Ubi Petrus, ibi Ecclesia (la Chiesa esiste unicamente ove è riconosciuto il primato di Pietro, cioè del papa).

#### Papa Stefano I sull'amministrazione dei sacramenti
Contestualmente all'antipontificato di Novaziano (251-258), sorse in seno alla Chiesa il dibattito sulla validità dei sacramenti, in particolare il battesimo, amministrati dall'antipapa e dai suoi seguaci: mentre generalmente le chiese africane e asiatiche ritennero invalido il sacramento, il vescovo di Roma Stefano I ritenne che esso fosse valido e che fosse necessaria per gli eretici riconvertiti la sola imposizione delle mani. In merito a ciò è giunto a noi uno scambio di lettere tra Stefano e Cipriano di Cartagine, in cui il papa tentò di imporre l'uso romano e minacciò di scomunica la Chiesa d'Africa qualora essa non si fosse conformata al suo volere, richiamandosi anche al celebre passo di Matteo («[...] Tu sei Pietro e su questa pietra edificherò la mia chiesa...») per imporre il primato della Chiesa di Roma: questo è il primo caso nella storia in cui un vescovo di Roma invocò un primato su tutta Chiesa in quanto successore di Pietro.

#### Riconoscimento nei primi concili ecumenici
Tale primazia è indicata già nei primissimi Concili della Chiesa: al Primo concilio di Nicea (19 giugno 325) venne riconosciuta la preminenza di alcune sedi patriarcali in modo canonico tra le quali Roma ha un particolare primato:
Durante il primo concilio di Costantinopoli, tenutosi dal maggio al luglio del 381, si decise che «Il vescovo di Costantinopoli avrà il primato d'onore dopo il Vescovo di Roma, perché tale città è la nuova Roma». Il medesimo canone venne ribadito dal Concilio di Calcedonia, ma non venne accettato dai papi Damaso I, Leone I e Gregorio I in quanto ritennero che l'affermazione del primato papale rispetto al patriarca di Costantinopoli fosse troppo debole. I papi cioè ritennero che la supremazia del vescovo di Roma non dovesse essere determinata da cause storiche, ma da motivazioni teologiche e dottrinali, le stesse che poi porteranno allo Scisma d'Oriente del 1054.

#### Il patriarcato d'Occidente
Il titolo di Patriarca d'Occidente, attribuito prima a papa Leone I, detto Magno, nel 450 dall'imperatore d'Oriente Teodosio II e poi adottato formalmente per la prima volta da papa Teodoro I (642-649), comportò un'ulteriore emancipazione della figura del vescovo di Roma rispetto alle altre sedi patriarcali, tutte ubicate nei territori dell'Impero bizantino.

## Titoli e ruoli
L'Annuario pontificio del 2020, su volontà di papa Francesco, ha creato una nuova distinzione tra il titolo di Vescovo di Roma e gli altri titoli storicamente attribuiti alla figura del papa cattolico, che per l'appunto vengono denominati come Titoli storici.
Il Papa è infatti anzitutto il Vescovo di Roma, per quanto il governo pastorale della diocesi di Roma venga delegato al Cardinale vicario. L'autorità stessa del papa, come scrisse papa Giovanni Paolo I, deriva dall'essere «vescovo di Roma, cioè successore di Pietro in questa città».

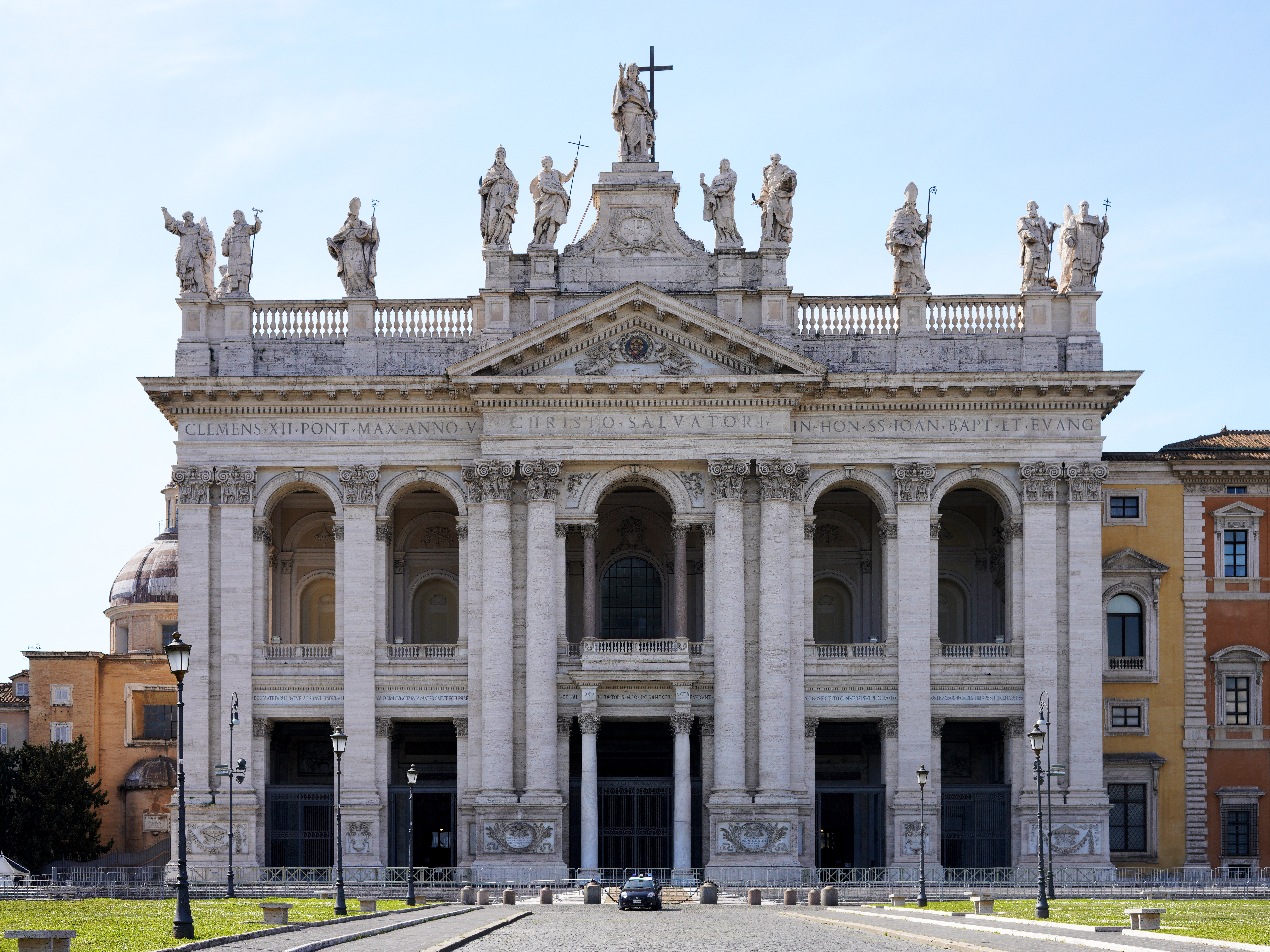
La basilica di San Giovanni in Laterano a Roma, la sede del papa quale vescovo dell'Urbe

I titoli definiti storici sono:
- il Papa è Vicario di Cristo, ossia il rappresentante di Gesù sulla terra. Nella Chiesa cattolica è quindi assegnato al Papa un ruolo universale, non accettato dalle altre Chiese;
- il Papa è successore del principe degli Apostoli, poiché secondo la tradizione Pietro, il «principe degli apostoli», fu a capo della Chiesa di Roma. Secondo la tradizione cattolica Gesù conferì a Pietro il primato di giurisdizione sull'intera Chiesa di Dio,[10] da cui consegue che chiunque succeda a Pietro nella sua cattedra erediti il suo primato su tutta la Chiesa, così come definito dalla costituzione dogmatica Pastor Aeternus approvata ed emanata durante il concilio Vaticano I convocato da papa Pio IX.[3] Egli è pertanto il capo del collegio episcopale ed è una fonte del magistero della Chiesa cattolica che può esercitare da solo o con i vescovi nel Concilio ecumenico; in particolare, egli è infallibile quando definisce ex cathedra verità essenziali circa la fede e la morale. Nell'esercizio del suo potere il papa è coadiuvato dal collegio dei cardinali e dalla Curia romana;
- il Papa è Sommo Pontefice (o Romano Pontefice) della Chiesa cattolica, ossia detiene "la potestà piena e suprema" di guida pastorale della Chiesa, che si fonda nella Scrittura e nella sacra Tradizione. Il termine pontefice, mutuato dall'ambiente culturale e religioso dell'epoca romana (Pontifex maximus), è l'appellativo per il quale lo si designa come "costruttore di ponti" (pontem facere) fra i fedeli e Cristo in virtù della sua funzione vicaria di Pastore. Questo aspetto è stato sottolineato da papa Francesco, nel suo primo discorso al corpo diplomatico accreditato presso la Santa Sede (22 marzo 2013): «Uno dei titoli del Vescovo di Roma è Pontefice, cioè colui che costruisce ponti, con Dio e tra gli uomini».[28] Nell'uso e nella documentazione pontificia spesso il termine Romano pontefice viene interscambiato con quello di Sommo pontefice, benché quest'ultima espressione sia spesso accompagnata dall'espressione complementare: della Chiesa universale. L'aggettivo Romano fa riferimento alla diocesi di Roma, sede propria dei pontefici;
- il Papa è primate d'Italia nonché arcivescovo e metropolita della provincia ecclesiastica romana, una delle antiche sedi apostoliche;
- il Papa è (a seguito dei Patti Lateranensi) Sovrano dello Stato della Città del Vaticano, mantenendo dunque un potere temporale in una monarchia assoluta elettiva, l'ultima in Europa e una delle poche rimaste nel mondo;
- il Papa è servo dei servi di Dio, titolo adottato da papa Gregorio I indicante l'umiltà del pontefice rispetto a Dio.

Il papa inoltre è anche patriarca della Chiesa latina, la più estesa fra le Chiese cattoliche particolari. Questo ruolo è riconosciuto anche dalle Chiese ortodosse separate da Roma. Da questo ruolo patriarcale derivano i titoli condivisi con altri patriarchi di «Sua Santità» o «Santo Padre».
Nel 2006 papa Benedetto XVI rinunciò al titolo di Patriarca d'Occidente, sia per tentare un riavvicinamento con le Chiese separate che non riconoscono questo titolo, sia perché l'Occidente a cui il titolo fa riferimento si è esteso anche all'America e all'Oceania, uscendo così dal significato originario che esso aveva in riferimento alla sola Europa. Nel 2024 papa Francesco ha ripristinato il titolo, inserendolo nuovamente nell'annuario pontificio.
Infine secondo il Codice di diritto canonico il Papa, in quanto «capo del Collegio dei Vescovi, Vicario di Cristo e Pastore qui in terra della Chiesa universale», «ha potestà ordinaria suprema, piena, immediata e universale sulla Chiesa, potestà che può sempre esercitare liberamente», e in lui si assommano i poteri legislativo, esecutivo e amministrativo; oggetto della sua giurisdizione sono: la fede, i costumi e la disciplina ecclesiastica; la sua giurisdizione si estende a tutte le singole chiese, a tutta la gerarchia ecclesiastica e a tutti i fedeli.

## Autorità del Papa sulla Chiesa cattolica

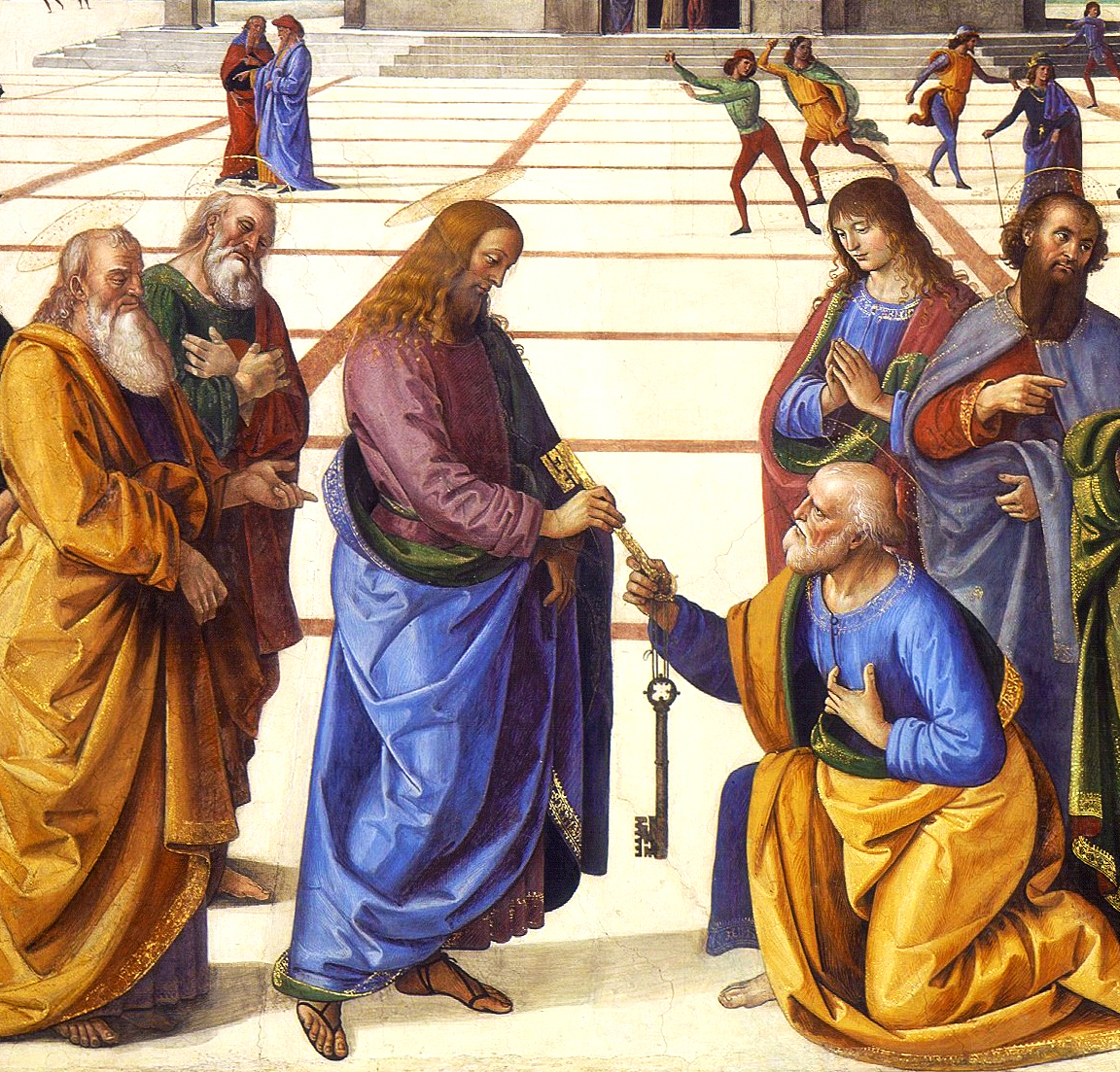
Gesù dona a Pietro le chiavi sacre

### Il primato papale
Il primato papale è l'autorità apostolica del vescovo della diocesi di Roma su tutte le chiese particolari della Chiesa cattolica, sia di rito latino che di riti orientali. Conferisce al Papa "la potestà piena e suprema" di guida pastorale della Chiesa cattolica.
La Chiesa ortodossa riconosce un primato di onore al Vescovo di Roma, ma non di giurisdizione.
Le Chiese protestanti non riconoscono alcuna autorità superiore poiché la ritengono non conforme alle Sacre Scritture. Al giorno d'oggi molte Chiese protestanti mantengono questa opinione, mentre altre non escludono una forma di ministero papale, in prospettiva ecumenica, sostanzialmente diversa dal primato papale attuale. La chiesa anglicana ritiene che "Entro il suo più ampio ministero, il vescovo di Roma offre un ministero specifico riguardante il discernimento della verità, come un'espressione del primato universale." Tuttavia "Questo servizio particolare è stato fonte di difficoltà e di fraintendimenti tra le chiese."

### La Curia romana
(Christus Dominus, 9)
La Curia romana è l'insieme degli organi che competono all'amministrazione e al governo, temporale e spirituale, della Chiesa cattolica, coadiuvando il Papa, nel nome di cui agiscono e a cui sono sottoposti.

### Il Collegio dei vescovi
Il Collegio episcopale, o Collegio dei vescovi, è l'assemblea di tutti i vescovi della Chiesa cattolica, che ha a capo il Papa.

### In materia normativa e dottrinale

#### L'infallibilità papale
Il dogma dell'infallibilità papale, contenuto nella costituzione dogmatica della Chiesa Pastor Aeternus approvato dal Concilio Vaticano I il 18 luglio 1870, nell'imminenza della fine del potere temporale, afferma che il magistero del papa deve essere considerato infallibile quando viene espresso ex cathedra, cioè solo quando il papa esercita il «suo supremo ufficio di Pastore e di Dottore di tutti i cristiani» e «[...] definisce una dottrina circa la fede e i costumi». Pertanto, quanto da lui stabilito «vincola tutta la Chiesa cattolica».
Finora il dogma dell'infallibilità è stato utilizzato due volte, da papa Pio IX per affermare l'Immacolata Concezione di Maria, e da papa Pio XII per affermare l'Assunzione della Vergine Maria.

## Elezione

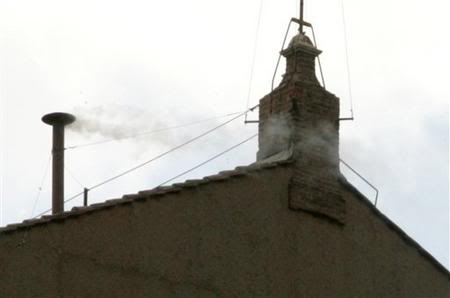
La fumata bianca, che annuncia ai fedeli l'avvenuta elezione del papa

Le modalità di elezione del papa hanno subìto numerose trasformazioni nel corso dei secoli. Inizialmente veniva eletto dal clero e dal popolo romano, ma vigevano anche altri metodi, come ad esempio la designazione da parte del predecessore. Nel caso di papa Fabiano, l'elezione avvenne allorché una colomba si posò sul suo capo: questo venne considerato come un inequivocabile segno della designazione divina.
Nella chiesa delle origini il papa veniva eletto come tutti gli altri vescovi, con il concorso del clero e della comunità locale. Con il passare degli anni, tuttavia, la componente laica venne eliminata dall'elettorato attivo. Ciononostante, l'influenza del potere temporale non venne meno: si pensi al fatto che la nomina del vicario di Pietro era ratificata con proprio placet dall'imperatore; prima dall'imperatore romano d'Occidente, quindi dall'imperatore bizantino e infine dall'imperatore del Sacro Romano Impero, che si avvaleva di questa facoltà grazie al Privilegium Othonis, un documento stipulato il 1º febbraio del 962 dall'imperatore Ottone I e del quale si avvalsero anche i suoi successori, fino a Enrico III.
Fu infatti solo con il Decreto di papa Niccolò II del 1059 che il clero e il popolo romano furono definitivamente esclusi dal processo di elezione del papa e l'elettorato attivo viene riservato ai cardinali, e in particolare ai cardinali-vescovi. Come stabilito con il sinodo Laterano del 1059 voluto da Niccolò II, infatti, l'elezione del papa viene decisa dai cardinali riuniti in conclave, tramite votazione segreta che richiede la maggioranza dei due terzi. Il conclave si riunisce non prima di quindici giorni e non oltre i venti dall'inizio della sede apostolica vacante. Durante tutta la durata del conclave, i cardinali non possono avere alcun contatto con l'esterno. Per gli scrutini si tengono quattro votazioni al giorno; dal 1914 a oggi, il loro esito è segnalato ai fedeli all'esterno con una fumata: nera se negativo, bianca se positivo.
Per consuetudine, qualsiasi uomo battezzato e celibe può diventare papa; nei fatti, tuttavia, dal 1389 ad oggi il collegio cardinalizio ha sempre eletto il nuovo papa all'interno dei suoi membri. Solo di rado si è avuta l'elezione di un non vescovo: in tal caso, dato che il papa-eletto non ha ancora ricevuto gli ordini sacri, subito questi gli vengono conferiti ed egli viene consacrato vescovo. L'ultimo papa eletto non vescovo fu papa Gregorio XVI nel 1831, l'ultimo che non era nemmeno presbitero fu papa Leone X nel 1513 e l'ultimo che non fu dapprima cardinale fu papa Urbano VI nel 1378.
Le norme in vigore per la sede vacante, per lo svolgimento del conclave e per l'elezione del nuovo papa sono state promulgate nella costituzione apostolica Universi Dominici Gregis da papa Giovanni Paolo II nel 1996. Con un motu proprio del 26 giugno 2007, papa Benedetto XVI ha stabilito che la maggioranza necessaria all'elezione del papa sia di due terzi dei votanti per tutti gli scrutini e che a partire dal tredicesimo giorno di conclave si debba procedere al ballottaggio, sempre mantenendo la maggioranza dei due terzi per la validità dell'elezione, tra i due cardinali più votati nell'ultimo scrutinio, i quali perdono il diritto di voto. È stata così abolita la norma stabilita da papa Giovanni Paolo II, che prevedeva una riduzione del quorum alla maggioranza assoluta dei votanti a partire dal trentaquattresimo scrutinio (o trentacinquesimo se si era votato anche il giorno di apertura del conclave).

### Inizio del pontificato e presa di possesso della diocesi

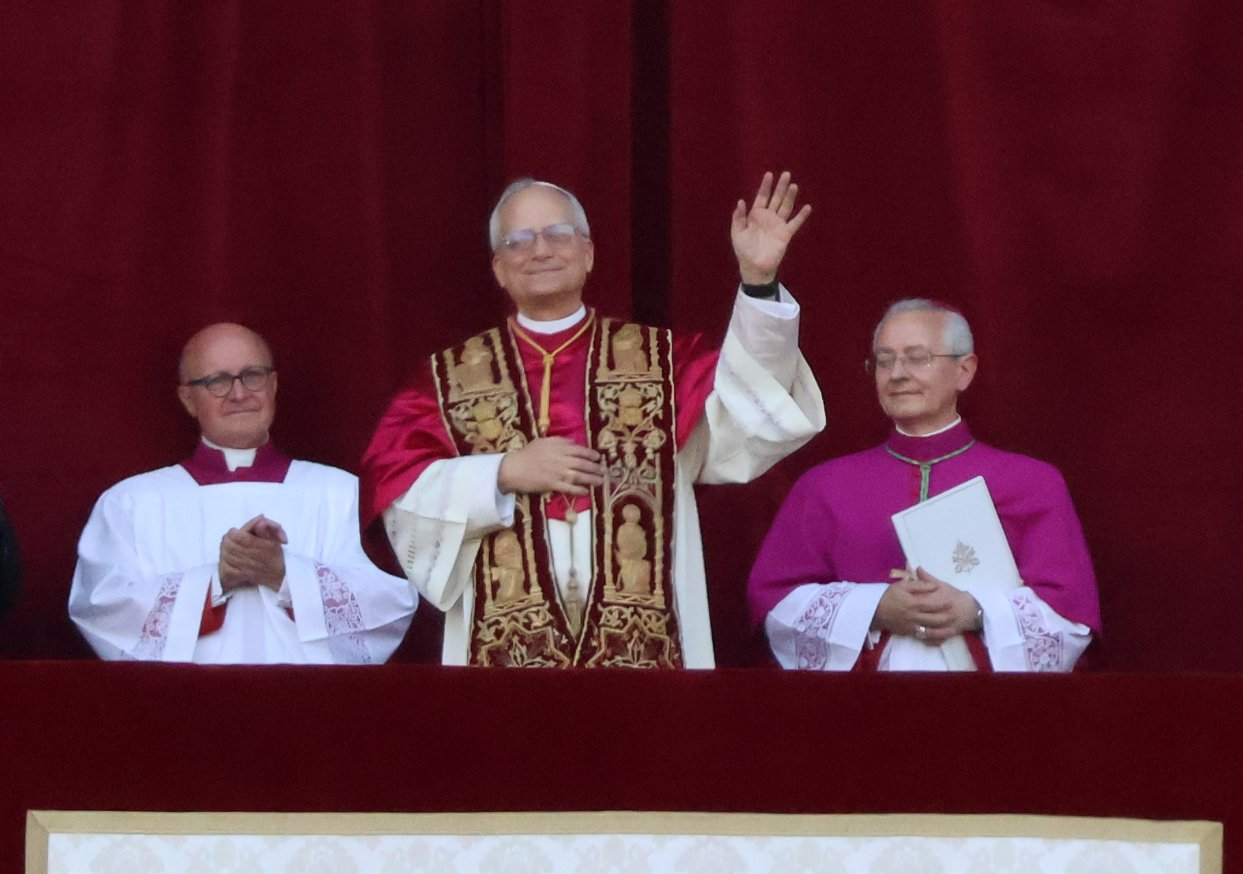
Papa Leone XIV si affaccia sul balcone della basilica di San Pietro dopo la sua elezione, l'8 maggio 2025

Alla presentazione del nuovo pontefice, eseguita attraverso il tradizionale annuncio dell'Habemus Papam, segue, solitamente dopo pochi giorni, la solenne cerimonia di inizio del ministero petrino del vescovo di Roma, nella basilica di San Pietro in Vaticano, caratterizzato, secondo il nuovo Ordo rituum pro ministerii petrini initio Romae episcopi (in italiano: Rituale per l'inizio del ministero petrino del vescovo di Roma) promulgato da papa Benedetto XVI il 20 aprile 2005, dalla imposizione del pallio e la consegna dell'anello del pescatore. Il nuovo Ordo non prevede più l'incoronazione papale.
Questa celebrazione dà avvio al complesso delle cerimonie di insediamento, che comprendono, nei giorni successivi, le visite alle basiliche patriarcali di San Paolo fuori le mura e Santa Maria Maggiore e che si concludono con la solenne cerimonia di presa di possesso dell'Arcibasilica lateranense, cattedrale della diocesi di Roma.

### Rinuncia all'ufficio di Romano Pontefice
Come stabilito dal codice di diritto canonico, Libro II "Il popolo di Dio", parte seconda "La suprema autorità della Chiesa", capitolo I "Il Romano Pontefice e il Collegio dei Vescovi" è contemplata la rinuncia all'ufficio di romano pontefice:
I casi storici di rinuncia ci sono stati soprattutto nei tempi più remoti del papato: san Clemente, arrestato ed esiliato per ordine di Nerva nel lontano Chersoneso, abdicò dal sommo pontificato indicando come suo successore Evaristo, affinché i fedeli non restassero senza pastore. Verso la prima metà del III secolo, Ponziano lo imitò poco prima di essere spedito in esilio in Sardegna; al suo posto venne eletto Antero. Silverio, deposto da Belisario, in punto di morte rinunciò in favore di Vigilio, fino ad allora considerato un usurpatore. Vi sono poi molti altri casi, più problematici, in cui si discute se vi sia stata rinuncia o addirittura rinuncia tacita, come nel caso di Martino I. Altro caso più difficilmente inquadrabile è quello di papa Benedetto IX, che prima venne deposto in favore di papa Silvestro III, salvo poi riassumere la carica per poi rivenderla a papa Gregorio VI, il quale, accusato di simonia, fece atto di rinuncia dopo aver ammesso le sue colpe.
Il più celebre caso di rinuncia all'ufficio di Romano Pontefice fu quello di papa Celestino V, detto anche "il papa del gran rifiuto", che portò all'elezione di papa Bonifacio VIII; poiché quest'ultimo fu un pontefice non affine a Dante Alighieri, egli nella sua Divina Commedia pone, probabilmente, papa Celestino V nell'Antinferno tra gli ignavi: non è però certo chi volesse trattare il Sommo Poeta nel seguente passo, potrebbe trattarsi infatti, secondo alcuni critici di Ponzio Pilato, Esaù, Giano Della Bella oppure Matteo Rubeo Orsini che nel conclave del 1294 venne eletto al primo scrutinio ma rinunciò, portando appunto all'elezione di papa Bonifacio VIII:
vidi e conobbi l'ombra di colui

che fece per viltade il gran rifiuto.»
(Dante Alighieri, Inferno III, 58-60)
Celestino, prima di abdicare, si consultò con il cardinale Benedetto Caetani, e si fece confermare dal concistoro dei cardinali che un'abdicazione dal soglio pontificio era possibile, quindi, in data 10 dicembre 1294, emanò una costituzione sull'abdicazione del papa, confermò la validità delle disposizioni in materia di conclave anche in caso di rinuncia, ed appena tre giorni dopo rese note le sue intenzioni ed abdicò.
Nel 1415 un altro papa, Gregorio XII, eletto all'epoca dello Scisma d'Occidente a Roma, dopo molti anni di lotte e di contese giuridiche, belliche e diplomatiche, fece atto di sottomissione ai decreti emessi dai padri conciliari, durante il Concilio di Costanza, che era stato convocato dall'antipapa Giovanni XXIII e presieduto dall'Imperatore Sigismondo per dirimere ogni questione. Uno di questi decreti intimava a tutti i contendenti di abdicare, nel caso che non si trovasse una soluzione e non si raggiungesse l'accordo fra i tre pretendenti al Soglio. Davanti al rifiuto dell'antipapa Benedetto XIII (rappresentante dell'obbedienza avignonese) e alla fuga di Giovanni XXIII (poi ricondotto in concilio e deposto), alla fine Gregorio XII acconsentì ad abdicare, dopo aver riconvocato con una sua bolla il medesimo Concilio. All'abdicazione però non seguì l'elezione di un nuovo papa, che si verificò passati due anni e solo successivamente alla scomparsa di Gregorio, dopo la quale venne convocata un'assemblea mista di cardinali e di padri conciliari, che elesse papa Martino V.
In epoca moderna l'unico papa che ha rinunciato all'ufficio di romano pontefice è stato papa Benedetto XVI che, l'11 febbraio 2013, ha annunciato di lasciare vacante la sede di Pietro con effetto dalle ore 20:00 del giorno 28 febbraio 2013.

### Il nome dei papi
È tradizione che il nuovo papa scelga per se un nuovo nome. Il primo a cambiare il suo nome di battesimo fu, nel 533, papa Giovanni II che in realtà si chiamava Mercurio e ritenne perciò inappropriato che il vescovo di Roma avesse il nome di una divinità pagana. Dopo di lui anche altri papi scelsero un nuovo nome, perché avevano nomi o ritenuti sgradevoli o non italiani (e quindi più difficilmente latinizzabili). Nessuno di nome Pietro, come papa Giovanni XIV o papa Sergio IV, volle poi chiamarsi Pietro II in segno di rispetto verso Pietro apostolo. Con il tempo il cambio del nome divenne una regola, che ebbe tuttavia un paio di eccezioni: Adriaan Florenszoon Boeyens scelse il nome di Adriano VI e Marcello Cervini quello di Marcello II. Peraltro, entrambi questi papi ebbero un pontificato piuttosto breve; dopo Marcello II, nessun papa finora ha mantenuto il suo nome di battesimo come nome pontificale.

### Antipapi
Molti nella storia sono stati gli uomini che affermarono di essere legittimi pontefici della Chiesa cattolica, in realtà in opposizione a coloro che erano i legittimi papi, eletti secondo il diritto canonico: questi uomini sono detti antipapi.

## Abiti e insegne papali
L'ufficio di papa si caratterizza anche per l'utilizzo di particolari abiti e insegne, molti dei quali però progressivamente abbandonati dai pontefici, soprattutto nel corso del XX secolo, e da allora in disuso.
- Abito talare e pellegrina bianchi, con scarpe pontificie (tradizionalmente rosse);
- tabarro rosso;
- pantofole papali (in disuso dal 1978);
- mozzetta rossa (bianca nel Tempo di Pasqua);
- triregno (in disuso da dopo l'incoronazione di Paolo VI);
- mitra;
- croce pettorale;
- anello piscatorio;
- pallio papale;
- ferula (in precedenza con croce a tre braccia);
- zucchetto bianco;
- greca bianca;
- manto papale (in disuso);
- falda papale (in disuso);
- camauro (in disuso);
- sedia gestatoria (in disuso da Giovanni Paolo I in poi);
- flabello (in disuso da Paolo VI in poi);
- stola dei quattro evangelisti.

Inoltre, ogni papa indica un proprio stemma, sormontato dalla mitra (o, prima del 2005, dal triregno) ed eventualmente corredato da un motto; si veda l'apposito articolo sull'armoriale dei papi.

### Il caso di papa Francesco

Abito talare di papa Francesco

Papa Francesco, all'inizio del suo pontificato, ha scelto di non adottare alcune tradizioni nelle vesti papali.
In particolare:
- ha scelto di non usare le classiche scarpe pontificie rosse, sostituendole con delle scarpe nere;
- ha sostituito la croce pettorale d'oro con una croce d'argento;
- la sua fascia dell'abito piano non presentò mai lo stemma papale.

Abito talare del papa
Abito talare completo del papa con tabarro e saturno (in disuso)
Abito talare del papa con greca bianca
Abito corale papale con stola
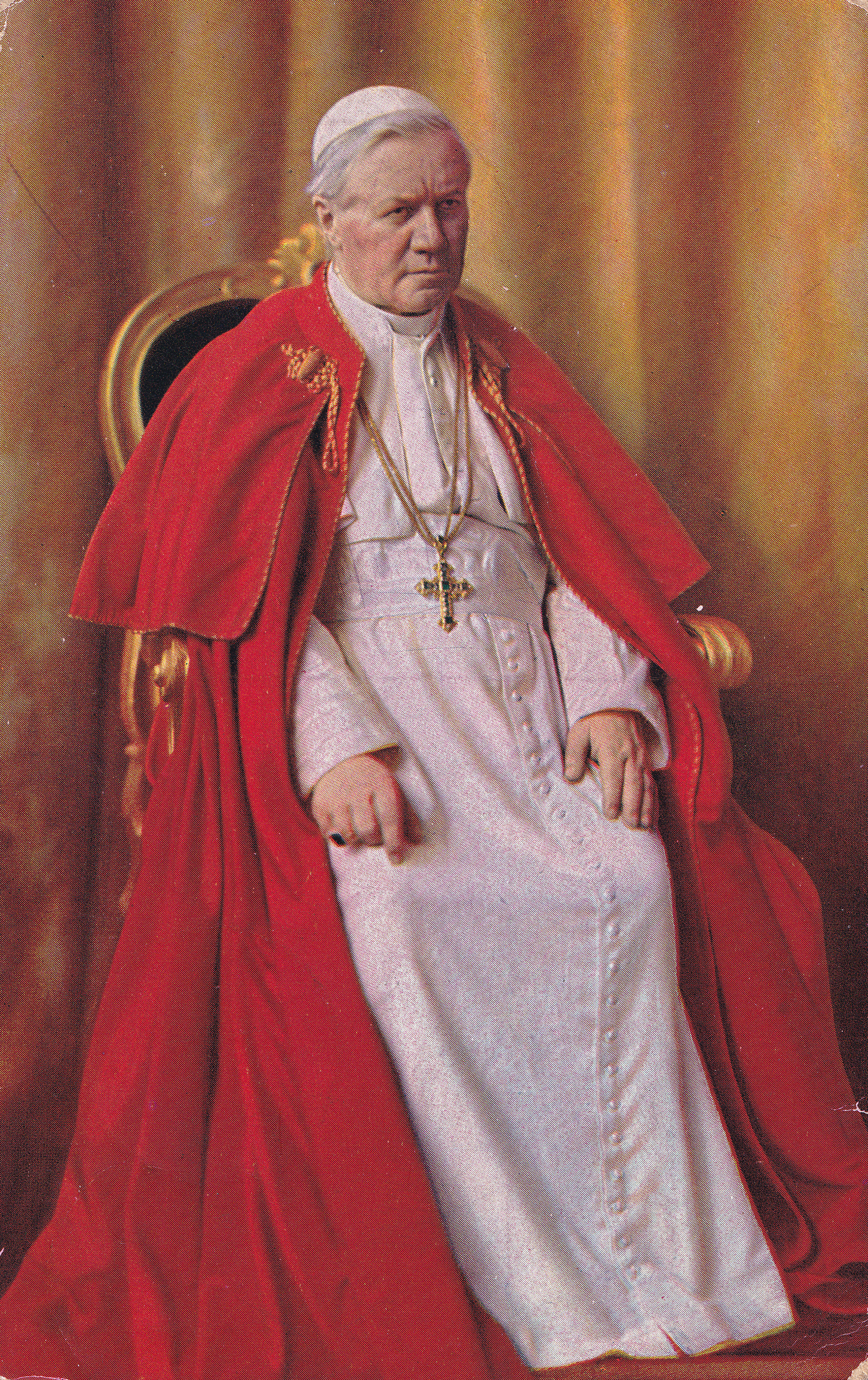
Papa Pio X con indosso l'abito talare completo
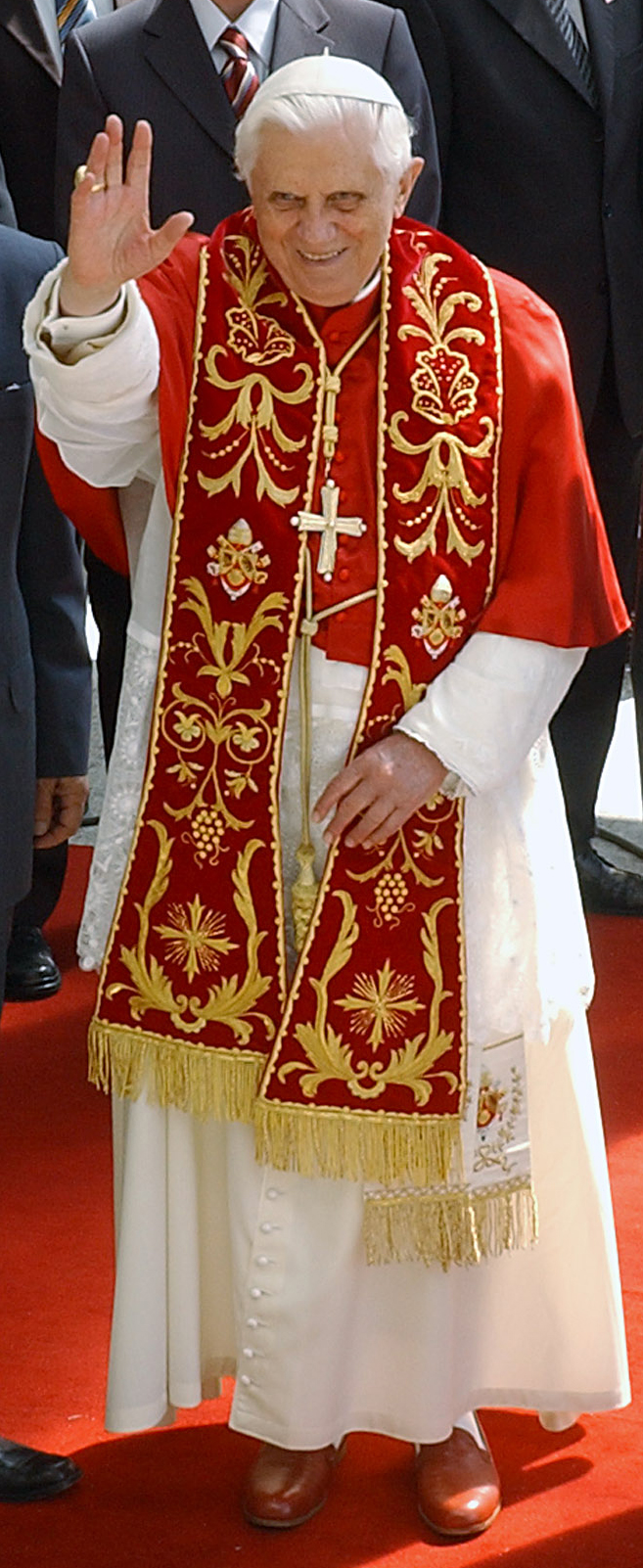
Papa Benedetto XVI in abito corale
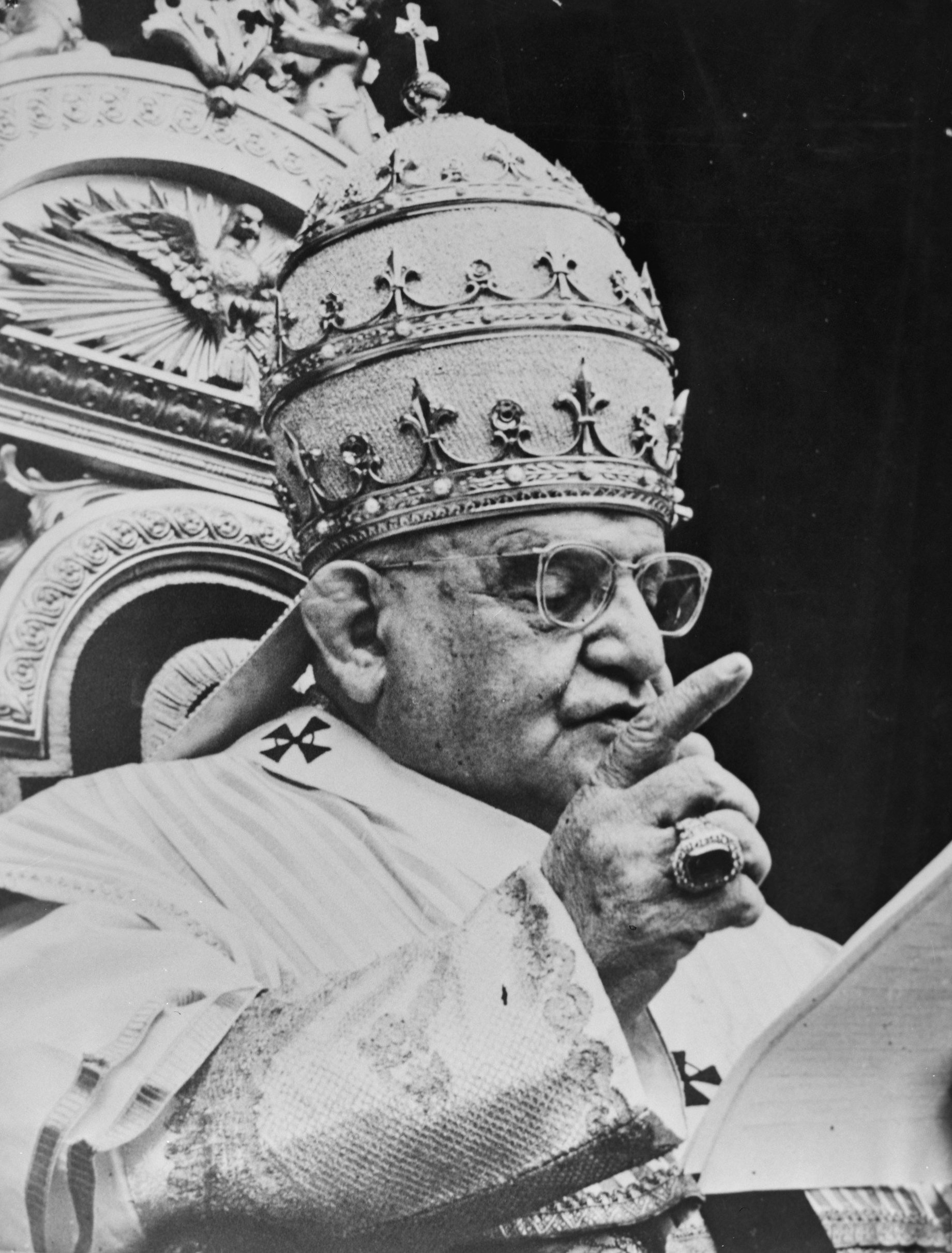
Giovanni XXIII con il triregno
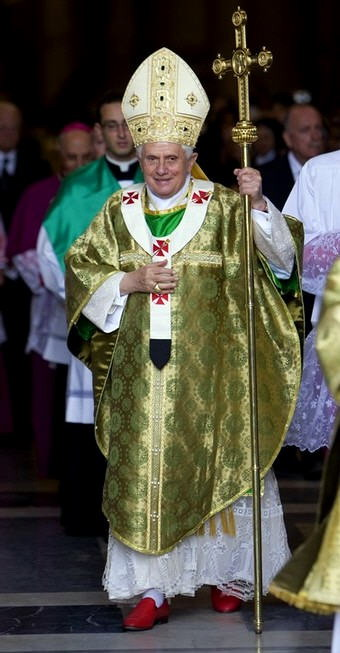
Papa Benedetto XVI con mitra e ferula
Ferula con all'estremo una croce a tre braccia
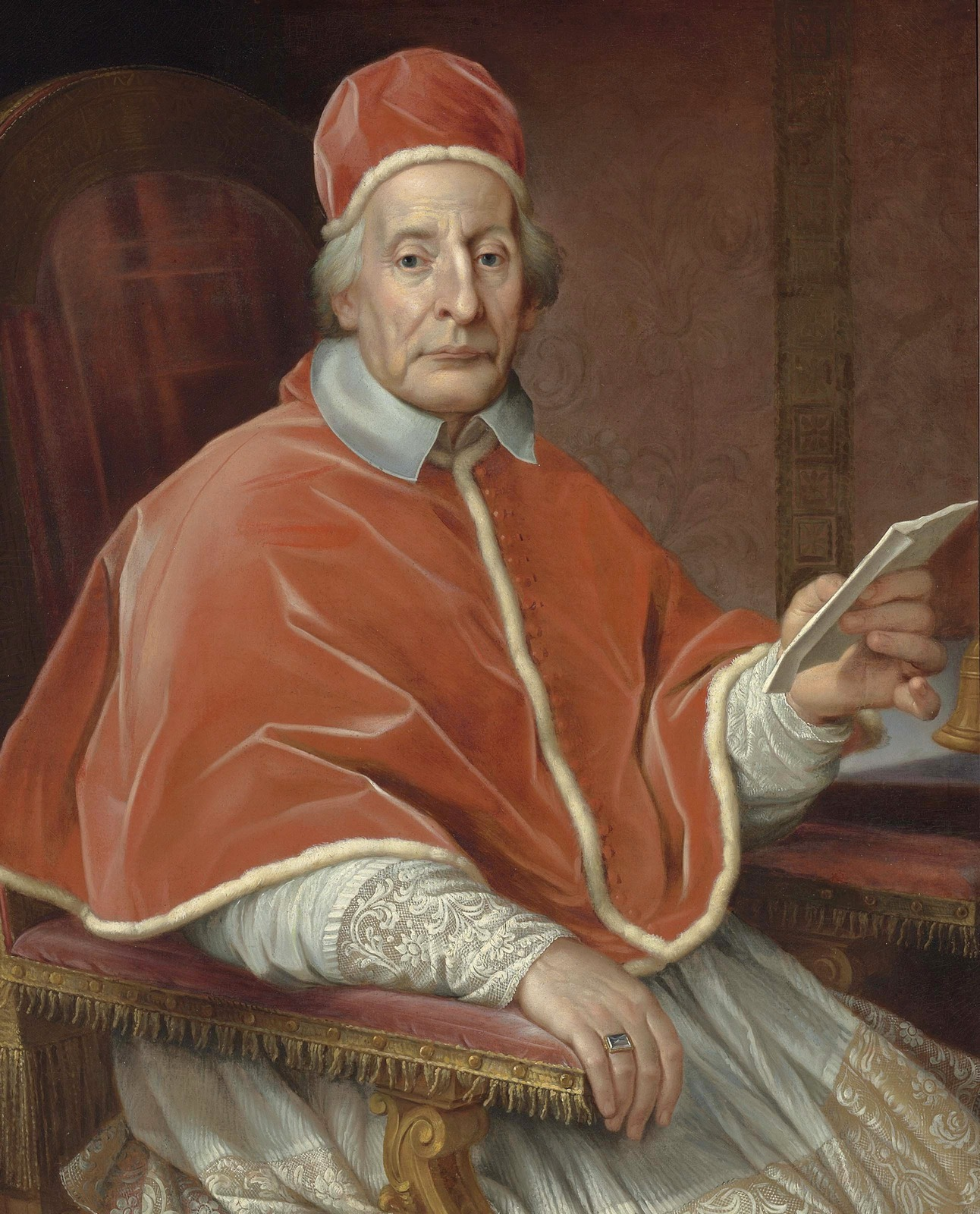
Clemente XII con anello piscatorio, camauro e mozzetta di velluto rosso con bordo di ermellino
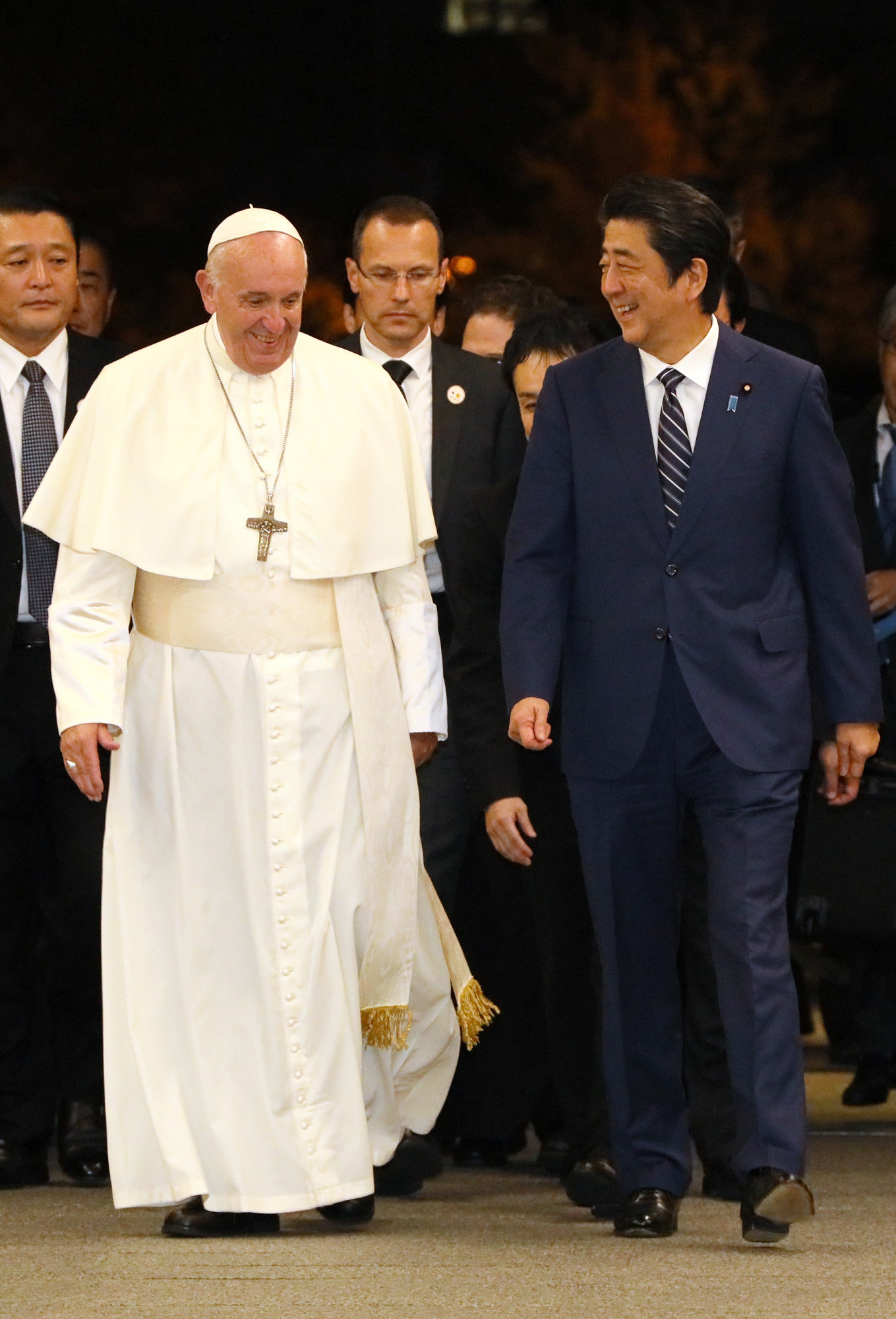
Papa Francesco, in abito talare bianco, con Shinzō Abe
Stemma papale di Benedetto XVI, il primo sormontato dalla mitra

## Onorificenze pontificie
Il papa concede varie onorificenze, appartenenti a ordini e non.
Degli ordini il pontefice è il capo in quanto sovrano, mentre il gran magistero delle singole onorificenze può essere mantenuto direttamente dal pontefice o concesso ad una persona di fiducia, solitamente un cardinale.
Per antica tradizione al sommo pontefice non si conferiscono titoli di alcun genere, né cavallereschi né nobiliari: ciò perché la sua carica è al di sopra di ogni onore, anzi da lui tutti gli onori discendono (il pontefice, assieme al Sacro Romano Imperatore, era uno dei due poteri universali, ma al primo competeva incoronare il secondo). Come tale il papa non indossa mai le decorazioni di cui pure è sovrano e non è mai insignito di nessun grado.
Un cardinale che, avendo ricevuto onorificenze, diventa pontefice, automaticamente decade da tutte le onorificenze ricevute in quanto esse vengono soppiantate dal titolo di sommo pontefice.

### Annotazioni
1. ↑  (EN) F. A. Sullivan, Pope, in The New Catholic Encyclopedia, vol. 11, New York, Gale, 2002,  pp. 495-496.
«The office of the pope is described in the Annuario pontificio (official directory of the HOLY SEE) by the following titles: "Bishop of Rome, Vicar of Jesus Christ, Successor of the Chief of the Apostles, Supreme Pontiff of the Universal Church, Patriarch of the West, Primate of Italy, Archbishop and Metropolitan of the Roman Province, Sovereign of the State of Vatican City." Of these titles, the basis of all the rest is the third, Successor of the Chief of the Apostles. VATICAN COUNCIL I defined that Christ constituted St. PETER chief of all the APOSTLES and visible head of the whole Church militant, granting him a PRIMACY not merely of honor but of true jurisdiction; that Christ established that Peter should have perpetual successors in this primacy; and that the Roman bishops are these successors (Enchiridion symbolorum 3055, 3058)» Il titolo di patriarca d'Occidente è stato soppresso nel 2006; cfr. sito del Vaticano.
2. ↑  Ad esempio all'inizio dell'enciclica Ecclesia de Eucharistia ci si riferisce così a Giovanni Paolo II (...Ioannis Pauli PP. II...)

Testo ufficiale dell'enciclica: Ecclesia de Eucaristia, Litterae Encyclicae de Eucharistia eiusque necessitudine cum Ecclesia, 17 Aprilis MMIII, Ioannes Paulus PP. II | Ioannes Paulus II
3. ↑  Ricca è la documentazione in materia. Alcuni testi: Discorso di papa Paolo VI in occasione della presentazione della costituzione apostolica Vicariae potestatis (AAS 69, 1977, p. 54): «Promulgando la nuova Costituzione, noi intendiamo attestare la nostra consapevolezza di Vescovo di Roma, che giustifica e sostiene quella Pontificia. È infatti proprio in quanto Successore del Beato Pietro in questa Sede romana che noi ci sappiamo investiti del compito formidabile di Vicario di Cristo in terra e perciò di Supremo Pastore e Capo visibile della Chiesa universale». Omelia di Giovanni Paolo I del 23 settembre 1978: «È noto a tutti che il Papa acquista autorità su tutta la Chiesa in quanto è vescovo di Roma, successore cioè, in questa città, di Pietro.» Costituzione dogmatica conciliare Pastor Aeternus, capitolo II (1870): «Egli (San Pietro), fino al presente e sempre, vive, presiede e giudica nei suoi successori, i vescovi della santa Sede Romana, da lui fondata e consacrata con il suo sangue. Ne consegue che chiunque succede a Pietro in questa Cattedra, in forza dell'istituzione dello stesso Cristo, ottiene il Primato di Pietro su tutta la Chiesa.» Discorso di Giovanni Paolo II al clero di Roma del 9 novembre 1978: «Desidero adempiere al fondamentale dovere del mio pontificato, cioè prendere possesso di Roma come diocesi, come Chiesa di questa Città, assumere ufficialmente la responsabilità di questa Comunità, di questa tradizione alle origini della quale sta San Pietro Apostolo. Sono profondamente consapevole di essere diventato Papa della Chiesa universale, perché Vescovo di Roma. Il ministero (“munus”) del Vescovo di Roma, quale Successore di Pietro, è la radice della universalità.» Omelia di Paolo VI in occasione della presa di possesso della cattedra di Roma (10 novembre 1963): «Oggi questa basilica accoglie … tutto l'Episcopato del mondo, quasi al completo, e si apre splendida e solenne all'ultimo dei suoi Pontefici, il più piccolo e il più umile fra quanti l'hanno preceduto, che non ha alcun merito per qui incedere maestro e signore, se non quello irrefragabile d'essere stato canonicamente eletto Vescovo di Roma. Vescovo di Roma: perciò successore di San Pietro, perciò Vicario di Cristo, Pastore della Chiesa Universale, Patriarca dell'Occidente e Primate d'Italia.» Costituzione apostolica In ecclesiarum communione (2023): «Alla Chiesa di Roma appartengono a proprio titolo i membri del Collegio Cardinalizio ai quali spetta di eleggere, a norma di diritto, il Vescovo di Roma.» (cfr. la medesima espressione nella Vicariae potestatis di Paolo VI del 1977 e nella Ecclesia in Urbe di Giovanni Paolo II del 1998). Primo saluto del nuovo papa Giovanni Paolo II al fedeli riuniti in piazza San Pietro (16 ottobre 1978): «Ed ecco che gli Eminentissimi Cardinali hanno chiamato un nuovo vescovo di Roma. Lo hanno chiamato da un paese lontano...» Catechesi di Giovanni Paolo II del 27 gennaio 1993: «Il Concilio Vaticano I ha pure definito che “il Romano Pontefice è successore del Beato Pietro nel medesimo primato”. Questa definizione vincola il primato di Pietro e dei suoi successori alla sede romana, che non può essere sostituita da nessun'altra sede.» Cfr. anche Codice di diritto canonico nn. 331-332 () e Catechismo della Chiesa cattolica n. 882 (Catechismo della Chiesa Cattolica - IntraText).
4. ↑  L'imperatore bizantino delegò questo potere all'esarca d'Italia.

### Riferimenti
1. ↑   Lettera del Santo Padre Francesco a Sua Santità Benedetto XVI Papa emerito, per la morte del fratello, Mons. Georg Ratzinger (2 luglio 2020) | Francesco, su vatican.va. URL consultato il 23 agosto 2021.
2. ↑   Santità, in Treccani.it – Vocabolario Treccani on line, Roma, Istituto dell'Enciclopedia Italiana.
3. 1 2  Can. 331 CIC.
4. 1 2   Organigramma Stato Città del Vaticano, su vaticanstate.va (archiviato dall'url originale il 2 giugno 2012).
5. ↑  Legge fondamentale dello Stato della Città del Vaticano del 26 novembre 2000, art. 1, comma 1 .
6. ↑  Can. 349 CIC.
7. 1 2 3   Papa, in Dizionario di storia, Roma, Istituto dell'Enciclopedia Italiana, 2010.
8. ↑  L'ultimo papa ad essere eletto senza che facesse parte del Collegio cardinalizio fu Urbano VI nel Conclave del 1378.
9. ↑  (EN) Contractions and Abbreviations | Incunabula - Dawn of Western Printing, su ndl.go.jp, 10 dicembre 2011. URL consultato il 20 agosto 2021 (archiviato dall'url originale il 10 dicembre 2011).
10. 1 2   Mt16,17-19;Lc21,31-32;Gv21,15-18, su laparola.net.
11. 1 2   papa, in Treccani.it – Sinonimi e contrari, Roma, Istituto dell'Enciclopedia Italiana. URL consultato il 17 luglio 2021.
12. ↑   Etimologia : papa;, su etimo.it. URL consultato il 17 luglio 2021.
13. ↑   papa¹, in Treccani.it – Vocabolario Treccani on line, Roma, Istituto dell'Enciclopedia Italiana. URL consultato il 1º agosto 2021.
14. ↑   CATHOLIC ENCYCLOPEDIA: Luminare, su newadvent.org. URL consultato il 13 luglio 2021.
15. ↑  Baumgartner, p. 6.
16. ↑  (EN) Cambridge History of Christianity, vol. 1, Cambridge University Press, 2006,  p. 418.
17. ↑   Benedetto XVI, Udienza Generale del 10 maggio 2006: La Successione Apostolica, su vatican.va. URL consultato il 1º agosto 2021.
18. ↑  Adversus haereses, III, 3, 2 (PG 7, 848).
19. ↑  In Psalmum XL enarratio, 30 (PL 14, 1082).
20. ↑   STEFANO I papa, santo, in Enciclopedia Italiana, Roma, Istituto dell'Enciclopedia Italiana. URL consultato il 1º agosto 2021.
21. ↑  Concilio di Nicea I, canone VI.
22. ↑  Concilio di Costantinopoli I, canone III.
23. ↑  Canone 28 del concilio di Calcedonia (cfr.  Canoni conciliari (DOC), su documentacatholicaomnia.eu,  p. 8.
24. ↑   COMUNICATO DEL PONTIFICIO CONSIGLIO PER L'UNITÀ DEI CRISTIANI CIRCA LA SOPPRESSIONE DEL TITOLO "PATRIARCA D'OCCIDENTE" NE L’ANNUARIO PONTIFICIO, su press.vatican.va, 22 marzo 2003. URL consultato il 2 agosto 2021.
25. ↑  (EN) Other than 'bishop of Rome', yearbook lists papal titles as 'historic', su Crux, 3 aprile 2020. URL consultato il 20 agosto 2023.
26. 1 2   Vaticano. Papa Francesco, vescovo di Roma ma non solo, su avvenire.it, 2 aprile 2020. URL consultato il 20 agosto 2023.
27. ↑   Papa Francesco: Io Vicario di Cristo? Ma smettetela!, su Ragusanews.com, 4 aprile 2020. URL consultato il 20 agosto 2023.
28. ↑   Francesco, Al Corpo Diplomatico accreditato presso la Santa Sede (22 marzo 2013), su vatican.va. URL consultato il 20 agosto 2023.
29. ↑   Annuario Pontificio 2024, Papa Francesco torna ad essere il Patriarca di Occidente, su acistampa.com. URL consultato il 12 aprile 2024.
30. ↑  CIC, Can. 331.
31. ↑   Mark Santer e Cormac Murphy-O'Connor, Il Dono dell'Autorità – Dichiarazione dei copresidenti (PDF), su anglicani.it, ARCIC, 1999. URL consultato l'11 aprile 2012 (archiviato dall'url originale il 15 aprile 2010).
32. ↑  Universi Dominici Gregis, art. 37.
33. ↑   Dizionario di politica, Istituto dell'Enciclopedia Italiana, 1940,  p. 353. URL consultato il 25 aprile 2025.
«Eleggibile è qualsiasi fedele di sesso maschile»
34. ↑   Puoi diventare papa anche tu, su Il Post, 24 maggio 2023. URL consultato il 24 maggio 2023.
35. ↑  Giovanni di Lorenzo de' Medici, divenuto cardinale all'età di 13 anni e mezzo, quando fu eletto pontefice (11 marzo 1513) era ancora diacono. Fu quindi ordinato sacerdote il 15 marzo 1513 e vescovo due giorni dopo. L'incoronazione, volutamente sobria, si svolse il 19 marzo (cfr.  Papa Leone X, in Dizionario biografico degli italiani, Roma, Istituto dell'Enciclopedia Italiana.)
36. ↑   Popes and conclaves: everything you need to know, su religionnews.com, 3 marzo 2013. URL consultato il 17 gennaio 2017 (archiviato dall'url originale il 15 luglio 2017).
37. ↑  Presentazione del nuovo Ordo.
38. ↑   Codice di Diritto Canonico, su vatican.va. URL consultato il 3-5-2010.
39. ↑   Franck Barretti, Ancora viaggi ma si parla di dimissioni [collegamento interrotto], su rassegna.it, 23-5-2002. URL consultato il 3-5-2010.
40. ↑   Franck Barretti, Se il Papa non governa più [collegamento interrotto], su rassegna.it, 11-2-2005. URL consultato il 3-5-2010.
41. ↑  Santolaria, Parte I, cap. Papi che hanno deposto la tiara, pp. 106-107.
42. ↑   Hans Wolter e Hans-Georg Beck, Storia della Chiesa, a cura di Hubert Jedin, vol. V/1, Milano, Jaca Book, 1972,  cap. XXXV: Celestino V e Bonifacio VIII, p. 388.
43. ↑   Ludwig Hertling e Angiolino Bulla, Storia della Chiesa, Milano, Città Nuova, 2001,  cap. IX: L'esilio di Avignone e il Grande Scisma, p. 273.
44. ↑  Santolaria, Parte I, cap. La via cessionis, pp. 109-110.
45. ↑   Concistoro ordinario pubblico - declaratio del santo padre Benedetto xvi sulla sua rinuncia al ministero di vescovo di Roma, successore di san Pietro, su press.catholica.va, 11 febbraio 2013 (archiviato dall'url originale il 15 febbraio 2013).